# Письмо трёхсот
«Письмо трёхсот» — серия писем, направленных советскими учёными в Президиум ЦК КПСС в 1955 году, авторы которых призывали положить конец монополии учения Т. Д. Лысенко в советской биологии. Первое письмо, обширная «Докладная записка» объёмом в 21 машинописную страницу, подписанная большой группой советских учёных, было направлено 11 октября 1955 года. Докладная записка содержала оценку состояния биологии в СССР к середине 1950-х годов, критику научных взглядов и практической деятельности Т. Д. Лысенко, являвшегося в то время одним из руководителей биологической науки в стране. Она в конечном счёте явилась причиной отставки Лысенко с поста президента ВАСХНИЛ, а некоторых его приверженцев и ставленников — с других руководящих постов в системе Академии наук СССР.

## Положение в биологических науках в СССР во время подготовки письма
В конце 1940-х и начале 1950-х годов, пользуясь поддержкой руководства КПСС и Советского государства, академик Т. Д. Лысенко с помощью коммунистической и псевдонаучной фразеологии развивал и распространял свои теории, поддерживал своих единомышленников и расправлялся со своими противниками. Научная дискуссия в биологии во времена Лысенко фактически была под запретом. Оппонентов Лысенко изолировали и устраняли, в том числе и физически.
Однако в научной среде росло понимание того, что десятилетия монополии Лысенко нанесли непоправимый вред не только биологической науке, но и престижу страны. К середине 1950-х годов на фоне бурного развития физических и химических наук в стране и за рубежом, впечатляющих успехов в генетике и молекулярной биологии в мире (открытия в радиационной биологии, открытие структуры и понимание принципа репликации ДНК, хранения и передачи генетической информации) позиция Лысенко, цепь его громких обещаний успехов мичуринской биологии показывали бесплодность монопольно развиваемого «направления», а самого Лысенко выводила в разряд одиозных фигур в науке.
После смерти Сталина противостояние в биологической науке в СССР возобновилось. Учёные-биологи — приверженцы классической генетики — и раньше часто обращались с письмами к руководству страны (в ЦК КПСС, Совет Министров СССР и даже в Генеральную прокуратуру СССР). В них авторы писали об огромном вреде, который принесла стране деятельность Лысенко и его соратников. Так как никакой реакции на эти частные письма не было, возникла идея о коллективном обращении.

## Обсуждение письма и его итоги
Никита Хрущёв, лично симпатизировавший Т. Д. Лысенко, узнав о письме, назвал его «возмутительным». В то же время, первый заместитель министра высшего образования СССР (а позднее министр высшего и среднего специального образования РСФСР) В. Н. Столетов, симпатизировавший авторам письма, предложил Хрущёву организовать широкую научную дискуссию, в которой сторонники «правильного» учения (лысенковцы) якобы непременно победят и докажут свою правоту. Замысел Столетова оказался верным: дискуссия обеспечила авторам письма ещё более широкую поддержку и известность в научных кругах и привела к почти полной изоляции Лысенко, даже несмотря на его поддержку «сверху».

## Список биологов, подписавших письмо
гл. — главный 

д.(к.) […] н. — доктор (кандидат) […] наук (сокращения: б. — биологических, с.-х. — сельскохозяйственных, ф.-м. — физико-математических, эк. — экономических) 

действ. чл. — действительный член 

дир. — директор 

журн. — журнал 

зав. — заведующий 

ин-т — институт 

каф. — кафедра 

лаб. — лаборатория 

[…] н. с. — […] научный сотрудник (сокращения: с. — старший, м. — младший) 

отд. — отдел 

проф. — профессор 

ред. — редактор 

фак-т — факультет 

чл.-кор. — член-корреспондент
| Учёное звание                                 |                        | Должность, место работы | Партийность |
| --------------------------------------------- | ---------------------- | --- | ----------- |
| Чл.-кор. АН СССР, проф.                       | П. А. Баранов          | дир. Ботанического ин-та АН СССР. | член КПСС   |
| Чл.-кор. АН СССР, действ. чл. АМН СССР, проф. | Д. Н. Насонов          | дир. лаб. цитологии АН СССР. | —           |
| Д. б. н.                                      | А. С. Трошин           | с. н. с. Зоологического ин-та АН СССР. | член КПСС   |
| К. б. н.                                      | Н. А. Чуксанова        | с. н. с. ЛГУ. | член КПСС   |
| Д. б. н., проф.                               | Ю. М. Олёнов           | с. н. с. лаб. цитологии Зоологического ин-та АН СССР. | член КПСС   |
|                                               | Д. В. Лебедев          | н. с. Ботанического ин-та АН СССР. | член КПСС   |
| К. б. н.                                      | К. М. Завадский        | зав. каф. дарвинизма, декан биолого-почвенного фак-та ЛГУ. | член КПСС   |
| Д. б. н., проф.                               | Л. Н. Жинкин           | проф. Ленинградского педагогического ин-та имени Герцена. | —           |
| Д. б. н., проф.                               | А. С. Мончадский       | с. н. с. Зоологического ин-та АН СССР. | член КПСС   |
| Д. б. н., проф.                               | И. И. Соколов          | проф. ЛГУ | —           |
| Д. б. н., проф.                               | Д. М. Штейнберг        | зам. дир. Зоологического ин-та АН СССР. | член КПСС   |
| Д. б. н., проф.                               | Ю. И. Полянский        | проф. ЛГУ и директор Ин-та биологии Карело-Финского филиала АН СССР. | член КПСС   |
| Чл.-кор. АМН СССР, проф.                      | П. Г. Светлов          | — | —           |
| Чл.-кор. АН СССР, проф.                       | Е. М. Лавренко         | зав. отд. Ботанического ин-та АН СССР. |             |
| Д. с.-х. н., проф.                            | Ф. Х. Бахтеев          | с. н. с. Ботанического ин-та АН СССР и проф. Ленинградского пед. ин-та. | член КПСС   |
| Чл.-кор. АН СССР, проф.                       | Б. К. Шишкин           | зав. каф. систематики растений ЛГУ и зав. отд. Ботанического ин-та АН СССР. | —           |
| Д. б. н.                                      | А. А. Юнатов           | с. н. с. Ботанического ин-та АН СССР. | член КПСС   |
| К. б. н.                                      | О. В. Заленский        | зав. лаб. Ботанического ин-та АН СССР. | —           |
| Д. б. н., проф.                               | М. С. Навашин          | зав. каф. генетики ЛГУ и зав. лаб. Ботанического ин-та АН СССР. | —           |
| Чл.-кор. АН СССР, проф.                       | А. Н. Шенников         | зав. каф. геоботаники ЛГУ. | —           |
| Д. б. н., проф.                               | Ал. А. Фёдоров         | зам. дир. Ботанического ин-та АН СССР. | член КПСС   |
| Д. б. н.                                      | Ан. А. Фёдоров         | с. н. с. Ботанического ин-та АН СССР. | член КПСС   |
| Д. б. н., проф.                               | В. Б. Сочава           | ЛГУ, зав. отд. Ботанического ин-та АН СССР. | —           |
| Акад.                                         | В. Н. Сукачёв          | директор Ин-та леса АН СССР. | член КПСС   |
| Д. б. н.                                      | В. И. Цалкин           | с. н. с. АН СССР. | —           |
| Чл.-кор. АН СССР                              | Л. А. Зенкевич         | зав. каф. МГУ. | —           |
| Д. б. н., проф.                               | В. В. Алпатов          | гл. ред. реферативного журн. «Биология». | —           |
| Акад.                                         | И. В. Тюрин            | дир. Почвенного ин-та АН СССР. | —           |
| Чл.-кор. АН СССР                              | Э. А. Асратян          | дир. физиологической лаб. АН СССР. | член КПСС   |
| Чл.-кор. АН СССР                              | В. Л. Рыжков           | зав. отд. вирусов Ин-та микробиологии АН СССР. | —           |
| Чл.-кор. АН СССР                              | Ю. А. Орлов            | дир. Ин-та палеонтологии АН СССР. | —           |
| Акад.                                         | В. С. Немчинов         | член Президиума АН СССР, акад.-секретарь Отделения экономических, философских и правовых наук АН СССР, председатель СОПС АН СССР.                                                         | член КПСС   |
| Д. б. н.                                      | В. Ф. Верзилов         | зам. дир. Главного ботанического сада АН СССР. | член КПСС   |
| К. б. н.                                      | П. И. Лапин            | зам. дир. Главного Ботанического сада АН СССР. | член КПСС   |
| Д. с.-х. н.                                   | А. М. Негруль          | зав. каф. виноградарства ТСХА. | —           |
| Д. б. н., проф.                               | Е. Г. Бобров           | зав. сектором Ботанического ин-та АН СССР. |             |
| Д. б. н., проф.                               | Е. Ф. Гурьянова        | зав. каф. гидробиологии ЛГУ. | член КПСС   |
| Д. б. н., проф.                               | А. В. Иванов           | зам. дир. Зоологического ин-та АН СССР. | —           |
| Д. б. н., проф.                               | Л. К. Лозина-Лозинский | зав. каф. дарвинизма Естественно-научного ин-та им. Лесгафта АПН РСФСР. | —           |
| К. б. н.                                      | Р. Л. Берг             | ассистент ЛГУ. | —           |
| Д. б. н., проф.                               | М. А. Розанова         | пенсионер. | —           |
| Д. б. н., проф.                               | И. И. Канаев           | с. н. с. Ин-та физиологии имени И. П. Павлова | —           |
| Чл.-кор. АН СССР, проф.                       | Г. Я. Бей-Биенко       | зав. каф. энтомологии ЛГУ. | —           |
| К. б. н., доцент                              | В. В. Сахаров          | каф. ботаники Московского фармацевтического ин-та | —           |
| К. б. н.                                      | Н. Р. Иванов           | зав. отд. зернобобовых Всесоюзного ин-та растениеводства | —           |
| Д. с.-х. н., проф.                            | М. И. Княгиничев       | зав. каф. Ленинградского технологического ин-та пищевой промышленности. | —           |
| Д. б. н., проф.                               | И. В. Ларин            | зав. каф. луговодства Ленинградского сельскохозяйственного ин-та. | —           |
| Д. б. н., проф.                               | М. С. Яковлев          | зам. дир. Ботанического ин-та АН СССР. | член КПСС   |
| К. б. н.                                      | В. С. Кирпичников      | Институт озерного и речного рыбного хозяйства | —           |
| Действ. чл. АН БССР, проф.                    | А. Р. Жебрак           | зав. каф. ботаники Московского фармацевтического ин-та. | член КПСС   |
| Акад. ВАСХНИЛ                                 | П. Н. Константинов     | зав. каф. ВАСХНИЛ | —           |
| К. с.-х. н.                                   | И. И. Гунар            | зав. каф. физиологии растений ТСХА. | член КПСС   |
| Д. с.-х. н., проф.                            | В. И. Эдельштейн       | зав. каф. ТСХА. | —           |
| Д. эк. н., проф.                              | С. Г. Колеснев         | зав. каф. ТСХА. | член КПСС   |
| Акад. ВАСХНИЛ, проф.                          | М. М. Завадовский      | Лаборатория физиологии развития сельскохозяйственных животных ВАСХНИЛ | —           |
| Д. б. н.                                      | И. А. Рапопорт         | ранее — Институте цитологии (до 1948 года), на момент подписания — сотрудник экспедиций нефтяного и геологического министерств                                                            | —           |
| Д. с.-х. н., проф.                            | А. В. Соколов          | Почвенный ин-т АН СССР. | —           |
| Д. б. н., проф.                               | Б. Л. Астауров         | зав. лаб. Ин-та эволюционной морфологии АН СССР | —           |
| К. б. н.                                      | В. В. Хвостова         | с.н.с., Ин-т научной информации АН СССР | —           |
| Чл.-кор. АН СССР, проф.                       | Н. П. Дубинин          | Ин-т леса АН СССР. | —           |
| Д. б. н., проф.                               | А. Н. Формозов         | МГУ. | —           |
| доцент                                        | Д. А. Транковский      | МГУ. | —           |
| Д. б. н., проф.                               | Л. В. Кудряшов         | МГУ. | —           |
| К. б. н., доцент                              | З. И. Берман           | Смоленский онкологический диспансер | член КПСС   |
| Д. б. н., проф.                               | С. С. Станков          | МГУ. | —           |
| Действ. чл. АН БССР                           | Т. Н. Годнев           | зав. каф. физиологии и биохимии растений биологического факультета Белорусского государственного ун-та, заведующий лабораторией хлорофилла в Институте экспериментальной ботаники АН БССР | —           |

Учёные смежных наук, подписавшие письмо
| Акад.              | Н. Н. Андреев          |
| Акад.              | Л. Д. Ландау           |
| Акад.              | И. Е. Тамм             |
| Акад.              | Г. С. Ландсберг        |
| Чл.-кор. АН СССР   | В. Л. Гинзбург         |
| Чл.-кор. АН СССР   | Я. Б. Зельдович        |
| Чл.-кор. АН СССР   | М. А. Марков           |
| Чл.-кор. АН. СССР  | А. И. Алиханьян        |
| Акад.              | А. И. Алиханов         |
| Акад.              | А. Д. Сахаров          |
| Акад.              | Ю. Б. Харитон          |
| Акад.              | Е. С. Варга            |
| Чл.-кор. АН СССР   | И. Я. Померанчук       |
| Чл.-кор. АН СССР   | А. И. Шальников        |
| Д. ф.-м. н., проф. | А. С. Компанеец        |
| Д. ф.-м. н., проф. | Д. А. Франк-Каменецкий |
| Акад.              | И. Л. Кнунянц          |
| Акад.              | М. А. Леонтович        |
| Акад.              | Л. А. Арцимович        |
| Чл.-кор. АН СССР   | А. Б. Мигдал           |
| Чл.-кор. АН СССР   | Г. Н. Флёров           |
| Д. ф.-м. н.        | Я. А. Смородинский     |
| Акад.              | А. Н. Фрумкин          |
| Акад.              | П. Л. Капица           |

Учёные, приложившие отдельные заявления в ЦК КПСС в связи с письмом
| Чл.-кор. АН СССР, проф.            | В. В. Попов         |                                                | —         |
| Д. б. н., проф.                    | Б. А. Кудряшов      | МГУ, Лауреат Сталинской премии.                | член КПСС |
| Акад. ВАСХНИЛ, проф.               | П. М. Жуковский     | директор Всесоюзного института растениеводства | член КПСС |
| Действ. член АН БССР Акад. ВАСХНИЛ | О. К. Кедров-Зихман | профессор                                      | член КПСС |

## Дополнительные списки
21 декабря 1955 года (дата вписана рукой Н. П. Дубинина) в ЦК КПСС было направлено дополнительное письмо следующего содержания:
Мы, к сожалению, не имели возможности своевременно подписать обращение некоторых биологов в Президиум ЦК КПСС. Ознакомившись с его копией, мы присоединяемся ко всем основным его положениям, но считаем, что в этом документе далеко не полностью обрисован моральный и материальный ущерб, который нанесён стране за последние годы деятельности Т. Д. Лысенко.
Материалы, дополнительно документирующие это положение, честно <sic!> опубликованы в печати и частично содержатся в других докладных записках, поданных в разное время в ЦК КПСС отдельными советскими учёными, и, несомненно, могут быть значительно расширены всеми лицами, подписавшими их, в том числе и нами.

Мы просим Президиум ЦК КПСС принять самые энергичные меры оказания помощи советским учёным, искренне стремящимся нашу биологию [вывести] из того тяжёлого положения, в котором она находится.
Под ним стоят подписи биологов:
| Д. б. н., проф.                       | С. Я. Соколов              | зав. отд. Ботанического сада Ботанического ин-та им. Комарова АН СССР.                      | —                   |
| К. б. н.                              | А. К. Ефейкин              | зав. кафедрой ботаники Чувашского сельскохозяйственного ин-та.                              | кандидат в чл. КПСС |
| Д. б. н., проф.                       | В. И. Полянский            | проф. ЛГУ, зав. музеем Ботанического ин-та им. Комарова АН СССР.                            | член КПСС           |
| Чл.-кор. АН УССР, проф.               | А. С. Лазаренко            | зав. кафедрой ботаники Львовского ун-та.                                                    | —                   |
| Действ. член АН УССР                  | Д. К. Зеров                | директор Ин-та ботаники АН УССР.                                                            | —                   |
| К. б. н.                              | Ф. Л. Щепотьев             | с.н.с. Украинского ин-та лесного хозяйства и агромелиорации.                                | —                   |
| Д. б. н., проф.                       | В. Я. Александров          | с.н.с. Ботанического ин-та им. Комарова АН СССР.                                            | —                   |
| Чл.-кор. АН Тадж. ССР, проф.          | П. Н. Овчинников           | директор Ин-та ботаники АН Тадж. ССР.                                                       | —                   |
| К. б. н.                              | Л. Е. Родин                | с.н.с. Ботанического ин-та им. Комарова АН СССР.                                            | член КПСС           |
| К. б. н.                              | Е. Г. Победимова           | с.н.с. Ботанического ин-та им. Комарова АН СССР.                                            | —                   |
| К. б. н.                              | Т. С. Матвеева             | м.н.с. Ботанического ин-та им. Комарова АН СССР.                                            | —                   |
| К. б. н.                              | А. И. Пояркова             | с.н.с. Ботанического ин-та им. Комарова АН СССР.                                            | —                   |
| Д. б. н., проф.                       | В. П. Савич                | зав. отд. Ботанического ин-та им. Комарова АН СССР.                                         | член КПСС           |
| Д. б. н., проф.                       | М. М. Голлербах            | зав. сектором Ботанического ин-та им. Комарова АН СССР.                                     | член КПСС           |
| Д. б. н., доцент                      | В. К. Василевская          | ЛГУ.                                                                                        | —                   |
| К. б. н.                              | Е. П. Матвеева             | с.н.с. Ботанического ин-та им. Комарова АН СССР.                                            | член КПСС           |
| К. б. н.                              | Е. Н. Герасимова-Навашина  | с.н.с. Ботанического ин-та им. Комарова АН СССР.                                            | —                   |
| К. б. н.                              | И. Н. Бейдеман             | с.н.с. Ботанического ин-та им. Комарова АН СССР.                                            | —                   |
| К. б. н.                              | А. М. Семёнова-Тян-Шанская | с.н.с. Ботанического ин-та им. Комарова АН СССР.                                            | —                   |
| К. б. н.                              | Г. В. Лопашов              | с.н.с. Ин-та морфологии животных им. А. Н. Северцова АН СССР.                               | —                   |
| К. б. н.                              | А. И. Прошкина-Лавренко    | с.н.с. Ботанического ин-та им. Комарова АН СССР.                                            | —                   |
| Д. б. н.                              | Н. А. Аврорин              | директор Полярно-Альпийского ботанического сада АН СССР.                                    | член КПСС           |
| Д. б. н.                              | К. В. Станюкович           | директор Памирской биол. станции АН Тадж. ССР.                                              | —                   |
| К. б. н.                              | З. Т. Артюшенко            | с.н.с. Ботанического ин-та им. Комарова АН СССР.                                            | —                   |
| К. б. н.                              | О. М. Полетико             | с.н.с. Ботанического ин-та им. Комарова АН СССР.                                            | член КПСС           |
| К. б. н.                              | В. Д. Александрова         | с.н.с. Ботанического ин-та им. Комарова АН СССР.                                            | —                   |
| К. б. н.                              | О. П. Низовская            | м.н.с. Ботанического ин-та им. Комарова АН СССР.                                            | —                   |
| Д. б. н.                              | Д. И. Сапожников           | с.н.с. Ботанического ин-та им. Комарова АН СССР.                                            | —                   |
| К. б. н.                              | М. Ф. Данилова             | м.н.с. Ботанического ин-та им. Комарова АН СССР.                                            | —                   |
| Д. б. н., проф.                       | П. В. Терентьев            | зав. каф. зоологии позвоночных ЛГУ.                                                         | —                   |
| К. б. н.                              | Т. Т. Полякова             | с.н.с. ЛГУ.                                                                                 | —                   |
| К. б. н.                              | И. Н. Свешникова           | м.н.с. Ботанического ин-та им. Комарова АН СССР.                                            | член КПСС           |
| К. б. н.                              | И. А. Ильинская            | м.н.с. Ботанического ин-та им. Комарова АН СССР.                                            | —                   |
| Д. б. н.                              | Т. Н. Вайловская           | с.н.с. Ботанического ин-та им. Комарова АН СССР.                                            | —                   |
| Д. б. н.                              | И. Н. Свешникова           | с.н.с. Ин-та физиологии растений АН СССР.                                                   | —                   |
| Д. б. н., проф.                       | Я. А. Бирштейн             | МГУ.                                                                                        | —                   |
| К. б. н.                              | Р. Б. Хесин                | зав. кафедрой биохимии Каунасского медицинского ин-та.                                      | —                   |
| К. б. н.                              | Г. М. Беляев               | с.н.с. Ин-та океанологии АН СССР.                                                           | —                   |
| К. б. н.                              | А. А. Махотин              | с.н.с. Ин-та морфологии животных АН СССР.                                                   | —                   |
| К. б. н.                              | В. М. Родионов             | зав. лаб. Ин-та биологической и медицинской химии АМН СССР.                                 | член КПСС           |
| К. б. н.                              | А. Е. Гурвич               | м.н.с. Ин-та биологической и медицинской химии АМН СССР.                                    | —                   |
| К. б. н.                              | Л. Орлова                  | м.н.с. Ин-та биологической и медицинской химии АМН СССР.                                    | —                   |
| К. б. н.                              | А. Орлов                   | Ин-т леса АН СССР.                                                                          | —                   |
| К. б. н.                              | Успенская                  | м.н.с. Ин-та биологической и медицинской химии АМН СССР.                                    | —                   |
| К. б. н.                              | Черников                   | м.н.с. Ин-та биологической и медицинской химии АМН СССР.                                    | —                   |
| К. б. н.                              | Н. К. Депарма              | Ин-т научной информации АН СССР.                                                            | —                   |
| Д. с.-х. н., проф.                    | Е. В. Бобко                | Ин-т научной информации АН СССР.                                                            | —                   |
| Д. г. н.                              | А. А. Насимович            | Ин-т научной информации АН СССР.                                                            | —                   |
| Д. б. н.                              | Е. М. Вермель              | Ин-т научной информации АН СССР.                                                            | —                   |
| К. б. н.                              | Н. Л. Делоне               | Ин-т научной информации АН СССР.                                                            | —                   |
| Д. б. н., проф.                       | С. Я. Залкинд              | Ин-т научной информации АН СССР.                                                            | —                   |
| К. б. н.                              | В. Ф. Мирек                | Ин-т научной информации АН СССР.                                                            | —                   |
| Д. м. н., проф.                       | В. В. Парин                | Ин-т научной информации АН СССР.                                                            | —                   |
| К. б. н.                              | Л. И. Липаева              | Ин-т научной информации АН СССР.                                                            | —                   |
| К. б. н.                              | Э. М. Диканская            | Ин-т научной информации АН СССР.                                                            | —                   |
| К. б. н.                              | О. С. Кузина               | Ин-т научной информации АН СССР.                                                            | —                   |
| К. б. н.                              | М. Б. Штернберг            | Ин-т научной информации АН СССР.                                                            | —                   |
| К. б. н.                              | Н. Г. Андреева             | Ин-т научной информации АН СССР.                                                            | —                   |
| К. б. н.                              | Н. С. Лебёдкина            | Ин-т научной информации АН СССР.                                                            | —                   |
| К. б. н.                              | М. Н. Керзина              | Ин-т научной информации АН СССР.                                                            | —                   |
| Д. б. н., проф.                       | И. М. Нейман               | Ин-т научной информации АН СССР.                                                            | —                   |
| К. б. н.                              | Н. М. Воронина             | Ин-т научной информации АН СССР.                                                            | —                   |
|                                       | Н. В. Тимофеев-Ресовский   | зав. лаб. биофизики Института биологии УрФАН СССР                                           | —                   |
|                                       | Е. А. Тимофеева-Ресовская  | м. н. с. лаб. биофизики Института биологии УрФАН СССР                                       | —                   |
| Д. ф.-м. н., проф. МГУ                | А. А. Ляпунов              | Математический ин-т им. Стеклова АН СССР.                                                   | член КПСС           |
| К. ф.-м. н.                           | С. В. Яблонский            | Математический ин-т им. Стеклова АН СССР.                                                   | член КПСС           |
| Д. б. н., проф.                       | Т. Г. Сарычева.            | зав. лаб. Палеонтологического ин-та АН СССР.                                                | —                   |
| Д. б. н., проф.                       | Б. С. Матвеев              | проф. МГУ, зав. лаб. Ин-та морфологии животных им. А. Н. Северцова АН СССР.                 | —                   |
| Д. б. н., проф.                       | С. В. Емельянов            | с.н.с. Ин-та морфологии животных им. А. Н. Северцова АН СССР.                               | —                   |
| Д. б. н., проф.                       | М. С. Гиляров              | с.н.с. Ин-та морфологии животных им. А. Н. Северцова АН СССР.                               | —                   |
| Д. б. н., проф.                       | В. Г. Гептнер              | проф. МГУ, зав. отд. Зоологического музея МГУ.                                              | —                   |
|                                       | Д. Н. Гофман               | С.н.с., зав. отд. Зоологического музея МГУ.                                                 | —                   |
| К. б. н.                              | А. Н. Желоховцев           | зав. отд. Зоологического музея МГУ.                                                         | —                   |
| К. б. н.                              | Г. А. Викторов             | с.н.с. Зоологического музея МГУ.                                                            | —                   |
| Д. б. н., проф.                       | С. С. Туров                | директор Зоологического музея МГУ, проф. МГУ, зав. кафедрой зоологии МГПИ им. Потёмкина.    | —                   |
| К. б. н.                              | А. М. Судиловская          | зав. отд. Зоологического музея МГУ.                                                         | —                   |
| С. н. с.                              | Д. М. Вяжлинский           | зам. директора Зоологического музея МГУ.                                                    | —                   |
| Д. б. н.                              | К. А. Воробьёв             | с. н. с. ЯкФ АН СССР.                                                                       | —                   |
| Д. б. н., проф.                       | Е. В. Боруцкий             | МГУ.                                                                                        | —                   |
| К. б. н.                              | Н. Л. Сокольская           | с. н. с. МГУ.                                                                               | —                   |
| Д. б. н., проф.                       | Н. Н. Плавильщиков         | МГУ.                                                                                        | —                   |
| К. б. н., доцент                      | А. А. Световидова          | МГУ.                                                                                        | —                   |
| К. б. н., доцент                      | Н. В. Жиганов              | МГУ.                                                                                        | —                   |
| Д. б. н.                              | В. Н. Шиманский            | с.н.с. Палеонтологического ин-та АН СССР.                                                   | —                   |
| Д. б. н.                              | Б. Б. Родендорф            | зав. лаб. Палеонтологического ин-та АН СССР.                                                | —                   |
| Чл.-кор. АН СССР                      | Л. А. Иванов               | зав. лаб. Ин-та леса АН СССР.                                                               | —                   |
| Чл.-кор. АН СССР                      | А. Г. Вологдин             | зав. лаб. Палеонтологического ин-та АН СССР.                                                | —                   |
| Д. б. н., проф.                       | Р. Ф. Геккер               | зав. лаб. Палеонтологического ин-та АН СССР.                                                | —                   |
| Д. б. н.                              | Т. К. Лепин                | АН СССР.                                                                                    | —                   |
| К. б. н., доцент                      | Г. Г. Абрикосов            | МГУ.                                                                                        | —                   |
| К.б.н., доцент                        | В. А. Броцкая              | МГУ.                                                                                        | —                   |
| Д. б. н.                              | П. Г. Данильченко          | с. н. с. Палеонтологического ин-та АН СССР.                                                 | член КПСС           |
| Д. б. н., проф.                       | Д. В. Обручев              | зав. лаб. Палеонтологического ин-та АН СССР.                                                | —                   |
| К. б. н., доцент                      | А. Н. Дружинин             | МГУ.                                                                                        | —                   |
| Д. б. н.                              | В. И. Громова              | зав. лаб. Палеонтологического ин-та АН СССР.                                                | —                   |
| Д. б. н., проф.                       | А. Г. Воронов              | зав. кафедрой биогеографии МГУ.                                                             | член КПСС           |
| К. б. н.                              | В. П. Острякова-Варшавер   | н. с. Ин-та морфологии животных им. А. Н. Северцова АН СССР.                                | —                   |
| К. б. н.                              | М. Н. Соколова             | н.с. Ин-та океанологии АН СССР.                                                             | —                   |
| К. б. н.                              | Н. Г. Виноградова          | н. с. Ин-та океанологии АН СССР.                                                            | —                   |
| К. б. н.                              | О. Б. Мокиевский           | с. н. с. Ин-та океанологии АН СССР.                                                         | —                   |
| К. б. н.                              | А. И. Савилов              | н.с. Ин-та океанологии АН СССР.                                                             | —                   |
| Действ. член АН Каз. ССР              | Н. В. Павлов               |                                                                                             | —                   |
| Действ. член АМН СССР                 | Н. Г. Хлопин               | зав. лаб. экспериментальной онкологии АМН СССР.                                             | —                   |
| Д. б. н., проф.                       | В. П. Михайлов             | зав. лаб. цитологии Ин-та экспериментальной медицины АМН СССР.                              | —                   |
| Чл.-кор. АМН СССР, проф.              | В. И. Иоффе                | зав. отд. микробиологии Ин-та экспериментальной медицины АМН СССР.                          | —                   |
| Чл.-кор. АМН СССР, проф.              | М. Ф. Глазунов             | зав. лаб. патоанатомии Ин-та онкологии АМН СССР.                                            | —                   |
| Чл.-кор. АМН СССР, проф.              | С. И. Щелкунов             | зав. кафедрой гистологии Ленинградского сан-гиг. мед. института                             | член КПСС           |
| Д. б. н., проф.                       | А. Г. Кнорре               | зав. кафедрой гистологии и эмбриологии Ленинградского государственного педиатр. мед. ин-та. | член КПСС           |
| Действ. чл. АПН РСФСР, проф.          | Б. Е. Райков               | с.н.с. ленинградского отделения Института истории естествознания и техники АН СССР.         | —                   |
| К. б. н.                              | С. П. Романов              | с. н. с. Ин-та физиологии им. И. П. Павлова АН СССР.                                        | член КПСС           |
| Действ. чл. АМН СССР                  | С. В. Аничков              | зав. кафедрой фармакологии Ленинградского медицинского ин-та.                               | —                   |
| К. б. н.                              | Е. Ю. Ченыкаева            | с. н. с. Ин-та физиологии им. И. П. Павлова АН СССР.                                        | —                   |
| Д. б. н., проф.                       | И. Ф. Иванов               | зав. кафедрой гистологии Московского ветеринарного ин-та.                                   | член КПСС           |
| К. б. н.                              | П. Румянцев                | с. н. с. Ин-та зоологии АН СССР.                                                            | член КПСС           |
| К. б. н.                              | А. Н. Лутков               | с. н. с. Ботанического ин-та им. Комарова АН СССР.                                          | —                   |
| Д. б. н., проф.                       | Е. М. Хейсин               | ЛГУ.                                                                                        | член КПСС           |
| Д. с.-х. н., проф.                    | А. И. Купцов               |                                                                                             | —                   |
| К. б. н.                              | А. М. Эмме                 | МСХ СССР.                                                                                   | —                   |
| доцент                                | М. Г. Цубина               |                                                                                             | —                   |
| Д. б. н., проф.                       | В. Никитин                 | Ин-т океанологии АН СССР.                                                                   | —                   |
| Д. б. н., проф.                       | Б. Н. Васин                |                                                                                             | —                   |
| К. с.-х. н., доцент                   | Е. Т. Попова               |                                                                                             | —                   |
| Д. б. н., проф.                       | Б. В. Кедровский           |                                                                                             | —                   |
| Д. б. н., проф.                       | Л. Я. Бляхер               |                                                                                             | —                   |
| Д. с.-х. н., проф.                    | С. В. Зонн                 | зав. лаб. Ин-та леса АН СССР.                                                               | —                   |
| Д. б. н., проф.                       | Н. Е. Кабанов              | зам. дир. Ин-та леса АН СССР.                                                               | —                   |
| Д. б. н., проф.                       | Л. П. Бреславец            | Ин-т биофизики АН СССР.                                                                     | —                   |
| Акад.                                 | И. И. Шмальгаузен          | Ин-т зоологии АН СССР.                                                                      | —                   |
| К. б. н.                              | И. Медведева               | н. с. Ин-та зоологии АН СССР.                                                               | —                   |
| Чл.-кор. АН Арм. ССР, д. б. н., проф. | М. Х. Чайлахян             | Ин-т физиологии растений АН СССР.                                                           | —                   |
| Д. б. н., проф.                       | В. В. Попов                | зав. кафедрой эмбриологии МГУ.                                                              | —                   |
| доцент                                | Н. Комарницкий             | МГУ.                                                                                        | —                   |
| Д. м. н., проф.                       | А. И. Карамян              | зав. лаб. эволюционной физиологии Ин-та экспериментальной медицины АМН СССР.                | член КПСС           |
| Д. м. н., проф.                       | Я. Л. Шик                  | зав. кафедрой рентгенодиагностики Ленинградского педиатрического медицинского ин-та.        | —                   |
| Чл.-кор. АМН СССР, проф.              | В. М. Карасик              | зав. кафедрой фармакологии Ленинградского педиатрического медицинского ин-та.               | —                   |
| К. б. н.                              | С. Н. Александров          | с. н. с. Центр[ального] рентгенологического ин-та.                                          | —                   |
| Д. ф.-м. н., проф.                    | М. В. Волькенштейн         | зав. лаб. Ин-та высокомолекул. соед. АН СССР.                                               | —                   |
| Чл.-кор. АМН СССР, проф.              | А. Г. Гинецинский          | с. н. с. лаб. эволюционной физиологии АН СССР.                                              | —                   |
| Д. м. н., проф.                       | В. Берман                  | зав. каф. биологии Ленинградского педиатрического медицинского ин-та.                       | —                   |
| Д. м. н., проф.                       | Лохов                      | зав. лаб. патологоанатом. лаб. Ленинградского педиатрического медицинского ин-та.           | —                   |
| Чл.-кор. АН СССР, проф.               | Н. Г. Колосов              | зав. каф. ЛГУ.                                                                              | —                   |
| Д. м. н.                              | А. С. Ионтов               | с. н. с. Ин-та физиологии им. И. П. Павлова АН СССР.                                        | —                   |
| К. м. н.                              | В. Н. Майоров              | с. н. с. Ин-та физиологии им. И. П. Павлова АН СССР.                                        | член КПСС           |
| Чл.-кор. АМН СССР, проф.              | Л. Л. Васильев             | зав. каф. физиологии ЛГУ.                                                                   | —                   |
| Акад.                                 | А. Н. Теренин              |                                                                                             | —                   |
| Чл.-кор. АН СССР                      | Е. М. Крепс                | зав. лаб. биохимии Ин-та физиологии им. И. П. Павлова АН СССР.                              | —                   |
| Д. б. н., проф.                       | Л. Т. Загорулько           | зав. лаб. зрительных анализаторов Ин-та физиологии им. И. П. Павлова АН СССР.               | —                   |
| К. б. н.                              | В. Глезер                  | н. с. Ин-та физиологии им. И. П. Павлова АН СССР                                            | —                   |
| К. б. н.                              | Л. Леушина                 | н. с. Ин-та физиологии им. И. П. Павлова АН СССР.                                           | —                   |
| К. ф.-м. н.                           | В. Гуревич                 | с. н. с. Ин-та физиологии им. И. П. Павлова АН СССР.                                        | —                   |
| К. м. н.                              | Е. И. Егорова              | н. с. Ин-та физиологии им. И. П. Павлова АН СССР.                                           | —                   |
| К. б. н.                              | М. Пропп                   | н. с. Ин-та физиологии им. И. П. Павлова АН СССР.                                           | —                   |
| К. б. н.                              | Е. А. Лоскутова            | н. с. Ин-та физиологии им. И. П. Павлова АН СССР.                                           | член КПСС           |
| К. б. н.                              | Н. А. Вержбицкая           | н. с. Ин-та физиологии им. И. П. Павлова АН СССР.                                           | —                   |
| К. б. н.                              | А. А. Смирнов              | н. с. Ин-та физиологии им. И. П. Павлова АН СССР.                                           | —                   |
| Чл.-кор. АМН СССР, проф.              | Г. Е. Владимиров           | зав. каф. биохимии Военно-мед. академии им. Кирова.                                         | —                   |
| К. б. н.                              | Т. М. Иванова              | с. н. с. Ин-та физиологии им. И. П. Павлова АН СССР.                                        | —                   |
| Д. м. н., проф.                       | Е. Н. Сперанская           | зав. лаб. Ин-та физиологии им. И. П. Павлова АН СССР.                                       | член КПСС           |
| Д. м. н., проф.                       | Г. В. Гершуни              | н. с. Ин-та физиологии им. И. П. Павлова АН СССР.                                           | —                   |
| К. б. н.                              | А. М. Скоробогатова        | н. с. Ин-та физиологии им. И. П. Павлова АН СССР.                                           | член КПСС           |
| К. б. н.                              | В. А. Трошихин             | с. н. с. Ин-та физиологии им. И. П. Павлова АН СССР.                                        | член КПСС           |
| К. б. н.                              | Н. А. Адамович             | с. н. с. Ин-та физиологии им. И. П. Павлова АН СССР.                                        | член КПСС           |
| К. б. н.                              | М. И. Митюшов              | с. н. с. Ин-та физиологии им. И. П. Павлова АН СССР.                                        | член КПСС           |
| Д. б. н.                              | С. Е. Клейненберг          | Ин-т морфологии животных АН СССР.                                                           | —                   |
| Д. б. н.                              | Т. А. Детлаф               | Ин-т морфологии животных АН СССР.                                                           | —                   |
| Д. б. н.                              | М. А. Пешков               | Ин-т морфологии животных АН СССР.                                                           | —                   |
| Д. б. н.                              | А. С. Гинзбург             | Ин-т морфологии животных АН СССР.                                                           | —                   |
| Д. б. н.                              | О. Г. Строева              | Ин-т морфологии животных АН СССР.                                                           | —                   |
| К. б. н., доцент                      | П. А. Смирнов              | МГУ.                                                                                        | —                   |
| К. б. н., доцент                      | М. Н. Прозина              | МГУ.                                                                                        | —                   |
| Д. б. н.                              | Л. В. Крушинский           | МГУ.                                                                                        | —                   |
| Д. б. н., проф.                       | Я. Я. Рогинский            | МГУ.                                                                                        | —                   |
| Д. б. н., проф.                       | Я. М. Кабак                | МГУ.                                                                                        | —                   |
| К. б. н.                              | Д. Флёсс                   | МГУ.                                                                                        | —                   |
| Д. б. н., проф.                       | К. И. Мейер                | зав. кафедрой МГУ.                                                                          | —                   |
| К. б. н., доцент                      | О. Трубецкова              | МГУ.                                                                                        | —                   |
| Д. б. н., проф.                       | Г. П. Дементьев            | МГУ.                                                                                        | —                   |
| Д. б. н., проф.                       | А. А. Парамонов            | АН СССР.                                                                                    | —                   |
| К. б. н.                              | С. Я. Краевой              | Ин-т леса АН СССР.                                                                          | —                   |
| Президент АМН СССР                    | А. Н. Бакулев              |                                                                                             | —                   |
| Действ. чл. АМН СССР, проф.           | П. К. Анохин               |                                                                                             | —                   |
|                                       | Е. Несмеянова-Завадовская  |                                                                                             | —                   |

Дополнительное письмо биологов сопровождало письмо представителей смежных наук:
Хотя по специальности мы не биологи, но нас очень интересует развитие биологических наук. Мы ясно представляем себе пагубную роль Т. Д. Лысенко в советской биологии по тем разделам биологии, которые соприкасаются с нашей прямой специальностью. Поэтому мы считаем своим долгом сообщить известные нам факты.
Преподавание основ генетики и дарвинизма в наших вузах идёт в полном отрыве от достижений современной науки. Научная и учебная литература, изданная за последние годы, пестрит искажениями фактического материала, а теоретические стороны вопросов излагаются в ней подчас безграмотно.
Особенно плохо обстоит дело с использованием статистических методов в биологии. Это приводит к ложным теоретическим выводам и необоснованным практическим рекомендациям, что наносит огромный ущерб стране.
Борьба с этими порочными тенденциями чрезвычайно затруднена тем режимом, который господствует в советской биологии.

Попытка академика А. Н. Колмогорова наладить правильное применение статистики в биологии была отвергнута академиком Т. Д. Лысенко чисто аракчеевскими приёмами.
Его подписали:
| Акад.                   | И. М. Виноградов    | дир. Математического ин-та им. Стеклова АН СССР.                                                                  | —         |
| Чл.-кор. АН СССР        | А. Н. Тихонов       | зам. дир. отдела прикладной математики Математического ин-та им. Стеклова АН СССР.                                | —         |
| Акад.                   | М. В. Келдыш        | дир. отд. Математического ин-та им. Стеклова АН СССР, член Президиума АН СССР.                                    | член КПСС |
| Акад.                   | С. А. Христианович  | академик-секретарь Отделения техн. наук АН СССР, член Президиума АН СССР.                                         | —         |
| Д. ф.-м. н., проф.      | И. Р. Шафаревич     | МГУ, зам. главного редактора «Известия АН СССР, Серия математическая».                                            | —         |
| Д. ф.-м. н., проф.      | С. М. Никольский    | зам. дир. Математического ин-та им. Стеклова АН СССР.                                                             | член КПСС |
| Д. ф.-м. н., проф.      | К. К. Марджанишвили | дир. отдела Математического ин-та им. Стеклова АН СССР, зам. глав. ред. журнала АН СССР «Математический сборник». | член КПСС |
| Д. ф.-м. н., проф.      | К. И. Бабенко       | зав. отд. Математического ин-та им. Стеклова АН СССР.                                                             | член КПСС |
| К. ф.-м. н., доцент     | А. М. Молчанов      | МГУ | член КПСС |
| Акад.                   | С. Л. Соболев       | | член КПСС |
| Акад.                   | М. А. Лаврентьев    | акад.-секретарь Отдел. физ.-мат. наук АН СССР, чл. Президиума АН СССР.                                            | —         |
| Чл.-кор. АН СССР        | И. Н. Векуа         | зам. директора Математического ин-та им. Стеклова АН СССР.                                                        | член КПСС |
| Чл.-кор. АН СССР, проф. | С. Н. Мергелян      | МГУ | —         |
| Д. ф.-м. н., проф.      | А. В. Бицадзе       | | член КПСС |
| Акад.                   | С. А. Лебедев       | дир. Ин-та точной механики и вычислительной техники АН СССР.                                                      | член КПСС |
| Д. ф.-м. н., проф.      | А. А. Ляпунов       | МГУ | член КПСС |
| Д. ф.-м. н., проф.      | В. В. Немыцкий      | МГУ | —         |
| Д. ф.-м. н., проф.      | А. И. Маркушевич    | Вице-президент АПН СССР.                                                                                          | —         |
| Акад.                   | П. С. Александров   | Президент Московского математического общества, проф. МГУ.                                                        | —         |

Письмо с разоблачением отрицательной роли Лысенко в сельскохозяйственной науке и «бесплодности его системы органо-минеральных удобрений и ошибочности её теоретического обоснования» было подписано 26 известными почвоведами и агрохимиками, среди которых были О. К. Кедров-Зихман, В. М. Клечковский, В. А. Ковда, Ю. А. Ливеровский, А. В. Петербургский и другие.

## Комментарии
1. ↑  В оригинальной публикации[5] фамилия при ошибочном прочтении подписи приведена, как Л. К. Лозона-Лозинский.
2. ↑  В оригинальной публикации[5] место работы не приведено.
3. ↑  В оригинальной публикации[5] ошибка при прочтении фамилии «С. Г. Колесников», правильность идентификации подтверждается совпадением учёной степени, учёного звания, должности и места работы.
4. ↑  В оригинальной публикации[5] место работы не приведено.
5. ↑  В оригинальной публикации[5] места работы не приведены.
6. ↑  В оригинальной публикации[5] ошибка при прочтении инициала «Г. В. Кудряшев», написание фамилии Л. В. Кудряшова через «ё» встречается в некоторых источниках.
7. ↑  В оригинальной публикации[5] место работы не приведено.
8. ↑  Возможно, Татьяна Николаевна Байковская
9. ↑  В оригинальной публикации[5] ошибка при прочтении инициалов: «В. М. Вермель»
10. ↑  В оригинальной публикации[5] ошибка в инициалах «Н. В. Штернберг». Сведения о работе М. Б. Штернберг в ВИНИТИ, приведены по статье Василия Птушенко[6].
11. ↑  Мать зоолога и эколога Алексея Владимировича Яблокова[8]
12. ↑  В оригинальной публикации[5] ошибка в инициалах «В. С. Матвеев».
13. ↑  В оригинальной публикации[5] ошибка при прочтении фамилии: «Желоковцев».
14. ↑  В оригинальной публикации[5] ошибка при прочтении фамилии: «Воруцкий».
15. ↑  В оригинальной публикации[5] ошибка при прочтении подписи «М. Л. Сокольская».
16. ↑  В оригинальной публикации[5] ошибка при прочтении подписи «В. Я. Шиманский».
17. ↑  В оригинальной публикации[5] ошибка при прочтении подписи «Володин».
18. ↑  В оригинальной публикации[5] ошибка при прочтении подписи «Бродская».
19. ↑  В источнике[5] ошибочно «зав. кафедрой гистологии Московского сан-гиг. мед. института».
20. ↑  В оригинальной публикации[5] ошибка при прочтении инициалов: «С. И. Романов»
21. ↑  В оригинальной публикации[5] ошибка при прочтении подписи: «Е. Ю. Черникаева»
22. ↑  Возможно, речь идёт о Петре Дмитриевиче Румянцеве, авторе книги "Амбарные вредители и меры борьбы с ними", но сведенья о его работе в ЗИН АН СССР обнаружить не удалось.
23. ↑  В оригинальной публикации[5] ошибка при прочтении подписи «Хесин»
24. ↑  В оригинальной публикации[5] ошибка при прочтении подписи «М. Камарницкий»
25. ↑  В оригинальной публикации[5] ошибка при прочтении инициалов «Л. А. Васильев»
26. ↑  В оригинальной публикации[5] ошибка при прочтении инициалов «П. Пропп»
27. ↑  В оригинальной публикации[5] ошибочно С. Е. Клейнберг
28. ↑  В оригинальной публикации[5] ошибка при прочтении инициала «С. Трубецкова»
29. ↑  В оригинальной публикации[5] шибка при прочтении инициала «П. А. Анохин»
30. ↑  Речь идёт о статье А. Н. Колмогорова «Об одном новом подтверждении Законов Менделя» (Доклады Академии Наук СССР. 1940. Том ХХVII. № 1. С. 38—42), полностью построенной на статье Н. И. Ермолаевой 1939 года[10], которая с помощью обширных и честно собранных данных пыталась опровергнуть законы Менделя. Важно отметить, что А. Н. Колмогоров не подписал «письмо 300».
31. ↑  Единственный из подписавших, поставил свою подпись под двумя разными вариантами и биологов, и представителей смежных наук  Архивная копия от 12 октября 2007 на Wayback Machine